# Deutsche Ortsnamen in Polen
Dieser Artikel listet die amtlichen deutschen Ortsnamen in Polen auf. Mit dem 2005 in Kraft getretenen Gesetz zum Schutz der nationalen und ethnischen Minderheiten können diese Ortsnamen in ihren Minderheitensprachen einführen.

## Übersicht Ortsnamen

### A–E
- Gemeinde Birawa

Folgende Ortsnamen wurden am 10. Januar 2011 eingetragen: Alt Cosel, Birawa, Brzezetz, Goschütz, Jakobswalde, Klein Althammer, Libischau, Ortowitz, Sackenhoym
Folgender Ortsname wurde am 25. Mai 2011 eingetragen: Oderwalde
- Gemeinde Chronstau

Folgende Ortsnamen wurden am 20. Mai 2008 eingetragen: Chronstau, Danietz, Dembio, Dembiohammer, Derschau, Dombrowitz, Fallmirowitz, Lendzin, Tempelhof
- Gemeinde Colonnowska

Folgende Ortsnamen wurden am 14. November 2008 eingetragen: Carmerau, Colonnowska, Groß Stanisch, Klein Stanisch
- Gemeinde Comprachtschütz

Folgende Ortsnamen wurden am 1. Dezember 2009 eingetragen: Bowallno, Chmiellowitz, Comprachtschütz, Dometzko, Dziekanstwo, Ochotz, Polnisch Neudorf, Rothhaus, Simsdorf, Zirkowitz
- Gemeinde Czissek

Folgende Ortsnamen wurden am 11. Oktober 2007 eingetragen: Blaseowitz, Czissek, Dzielnitz, Kobelwitz, Landsmierz, Lohnau, Mistitz, Niesnaschin, Podlesch, Przewos, Roschowitzdorf, Roschowitzwald, Stöblau, Suckowitz

### F–J
- Gemeinde Groß Döbern

Folgende Ortsnamen wurden am 1. Dezember 2009 eingetragen: Groß Döbern, Borrek, Finkenstein, Chrosczütz, Czarnowanz, Klein Döbern, Krzanowitz, Kupp, Horst
- Gemeinde Groß Lassowitz

Folgende Ortsnamen wurden am 16. August 2010 eingetragen: Gross Lassowitz, Grunowitz, Jaschine, Klein Lassowitz, Kotschanowitz, Kudoba, Laskowitz, Marienfeld, Sausenberg, Schiorke, Thule, Trebitschin, Wendrin
- Gemeinde Groß Neukirch

Folgende Ortsnamen wurden am 29. April 2011 eingetragen: Czienskowitz, Dzielau, Groß Neukirch, Grzendzin, Jaborowitz, Klein Ellguth, Lanietz, Mierzenzin, Puhlau, Sakrau, Witoslawitz, Wronin
- Gemeinde Groß Strehlitz

Folgende Ortsnamen sind 2024 in Kraft getreten: Jendrin, Rosmierz, Warmuntowitz
- Gemeinde Gogolin

Folgende Ortsnamen wurden am 30. April 2010 eingetragen: Chorulla, Dombrowka, Goradze, Gross Stein, Klein Stein, Mallnie, Oberwitz, Oderwanz, Sakrau
- Gemeinde Guttentag

Folgende Ortsnamen wurden am 4. Juli 2008 eingetragen: Blachow, Bonken, Bzinitz, Bziunkau, Charlottenthal, Dombrowitze, Ellguth-Guttentag, Glowtschütz, Goslawitz, Guttentag, Heine, Kotzuren, Lisczok, Makowtschütz, Malchow, Mischline, Petershof, Pluder, Rendzin, Rzendowitz, Schemrowitz, Thursy, Warlow, Wilhelmshort, Zwoos
- Gemeinde Himmelwitz

Folgende Ortsnamen wurden am 14. November 2008 eingetragen: Gonschiorowitz, Himmelwitz, Lasisk, Liebenhain, Petersgrätz, Wierschlesche

### K–O
- Gemeinde Kieferstädtel

Folgende Ortsnamen wurden am 10. Oktober 2013 eingetragen: Althammer, Kieferstädtel, Koslow, Rachowitz, Schierakowitz, Smolnitz
Folgende Ortsnamen wurden am 1. Oktober 2014 eingetragen: Lona-Lany
- Gemeinde Klein Strehlitz

Folgende Ortsnamen wurden am 24. November 2008 eingetragen: Buhlau, Dobrau, Klein Strehlitz, Komornik, Kopaline, Kujau, Lobkowitz, Lorenzdorf, Moschen, Neubude, Neumühle, Pechhütte, Rasselwitz, Schiegau, Schreibersdorf, Sedschütz, Servitut, Ursulanowitz, Zellin
- Gemeinde Kranowitz

Folgende Ortsnamen wurden am 19. November 2008 eingetragen: Bojanow, Borutin, Klein Peterwitz, Kranowitz
Folgende Ortsnamen wurden am 1. Dezember 2009 eingetragen: Woinowitz
- Gemeinde Leschnitz

Folgende Ortsnamen wurden am 11. April 2008 eingetragen: Dollna, Kadlubietz, Krassowa, Lenkau, Leschnitz, Lichinia, Poremba, Raschowa, Salesche, Sankt Annaberg, Scharnosin, Wyssoka
- Gemeinde Lugnian

Folgende Ortsnamen wurden am 30. April 2010 eingetragen: Biadacz, Brinnitz, Heinrichsfelde, Jellowa, Kempa, Kobyllno, Kollanowitz, Luboschütz, Lugnian, Lugnian Dombrowka, Massow
- Gemeinde Murow

Folgende Ortsnamen wurden am 31. März 2009 eingetragen: Alt Budkowitz, Dambinietz, Friedrichsthal, Georgenwerk, Morczinek, Murow, Neu Budkowitz, Neuwedel, Plümkenau, Podewils, Süßenrode, Tauenzinow, Zedlitz
- Gemeinde Oberglogau

Folgende Ortsnamen wurden am 1. Dezember 2009 eingetragen: Alt Kuttendorf, Blaschewitz, Deutsch Müllmen, Dirschelwitz, Friedersdorf, Fröbel, Golschowitz, Kerpen, Leschnig, Malkowitz, Mochau, Mutzkau, Neu Kuttendorf, Neuvorwerk, Oberglogau, Polnisch Müllmen, Repsch, Schwesterwitz, Syßlau, Twardawa, Zowade
- Stadt Oppeln

Mit der Eingemeindung von Orten aus den Nachbargemeinden 2017 wurden auch Orte mit deutschen Ortsnamen in die Stadt eingemeindet. Dazu zählen: Borrek, Chmiellowitz, Czarnowanz, Finkenstein, Horst, Krzanowitz, Winau, Zirkowitz

### P–T
- Gemeinde Pawlowitzke

Folgende Ortsnamen wurden am 30. September 2014 eingetragen: Autischkau, Borislawitz, Dobroslawitz, Grötsch, Groß Nimsdorf, Klein Grauden, Koske, Matzkirch, Ostrosnitz, Radoschau, Trawnig
- Gemeinde Poppelau

Folgende Ortsnamen wurden am 30. September 2014 eingetragen: Alt Schalkowitz, Hirschfelde, Klink, Neu Schalkowitz, Poppelau, Sacken
- Gemeinde Proskau

Folgende Ortsnamen wurden am 30. April 2010 eingetragen: Boguschütz, Chrzowitz, Chrzumczütz, Ellguth Proskau, Follwark, Gorek, Groß Schimnitz, Jaschkowitz, Klein Schimnitz, Neuhammer, Proskau, Winau, Zlattnik, Zlönitz
- Gemeinde Radlau

Folgende Ortsnamen wurden am 22. Dezember 2006 eingetragen: Alt Karmunkau, Bischdorf, Ellguth, Friedrichswille, Kostellitz, Neu Karmunkau, Psurow, Radlau, Sternalitz, Wichrau, Wollentschin
Folgender Ortsname wurde am 29. Dezember 2007 eingetragen: Strassenkrug
- Gemeinde Reinschdorf

Folgende Ortsnamen wurden am 11. Januar 2011 eingetragen: Dembowa, Gieraltowitz, Juliusburg, Kamionka, Klein Nimsdorf, Komorno, Langlieben, Lenschütz, Mechnitz, Nesselwitz, Pickau, Poborschau, Potzenkarb, Reinschdorf, Wiegschütz
- Gemeinde Rudnik

Folgender Ortsname wurde am 11. April 2008 eingetragen: Lubowitz
- Gemeinde Stubendorf

Folgende Ortsnamen wurden am 20. Mai 2008 eingetragen: Boritsch, Grabow, Kroschnitz, Ottmütz, Posnowitz, Schedlitz, Sprentschütz, Stubendorf, Sucho-Danietz, Tschammer Ellguth, Zauche
- Gemeinde Tarnau

Folgende Ortsnamen wurden am 14. April 2008 eingetragen: Konty, Kossorowitz, Kupferberg, Nakel, Przywor, Raschau, Schulenburg, Tarnau
- Gemeinde Turawa

Folgende Ortsnamen wurden am 8. März 2012 eingetragen: Bierdzan, Ellguth Turawa, Friedrichsfelde, Groß Kottorz, Kadlub Turawa, Klein Kottorz, Königshuld, Sacrau Turawa, Sowade, Turawa, Wengern
Folgender Ortsname wurde am 10. Januar 2013 eingetragen: Trzenschin

### U–Z
- Gemeinde Ujest

Folgende Ortsnamen wurden am 19. November 2008 eingetragen: Alt Ujest, Balzarowitz, Jarischau, Kaltwasser, Klutschau, Niesdrowitz, Nogowschütz, Olschowa, Schironowitz, Ujest
- Gemeinde Walzen

Folgende Ortsnamen wurden am 3. Juni 2009 eingetragen: Broschütz, Dobersdorf, Grocholub, Kramelau, Rosnochau, Schwärze, Straduna, Walzen, Zabierzau
- Gemeinde Zembowitz

Folgende Ortsnamen wurden am 19. November 2008 eingetragen: Frei Kadlub, Kneja, Lenke, Oschietzko, Poscholkau, Pruskau, Radau, Schiedlisk, Zembowitz
- Gemeinde Zülz

Folgende Ortsnamen wurden am 24. November 2008 eingetragen: Altzülz, Bresnitz, Dambine, Ellguth, Ernestinenberg, Fronzke, Grabine, Groß Pramsen, Josefsgrund, Kohlsdorf, Krobusch, Legelsdorf, Lonschnik, Mokrau, Mühlsdorf, Neudorf, Olbersdorf, Ottok, Pogosch, Probnitz, Radstein, Rosenberg, Schartowitz, Schelitz, Schmitsch, Simsdorf, Waschelwitz, Wilkau, Ziabnik, Zülz

## Geplante Einführung
In den folgenden Gemeinden sind die Einführung weiterer Ortsnamen in deutscher Sprache geplant:
- Gemeinde Groß Peterwitz[3]
- Gemeinde Rudnik[4]
- Gemeinde Zawadzki

## Problematiken

### Fehlerhafte Eintragungen

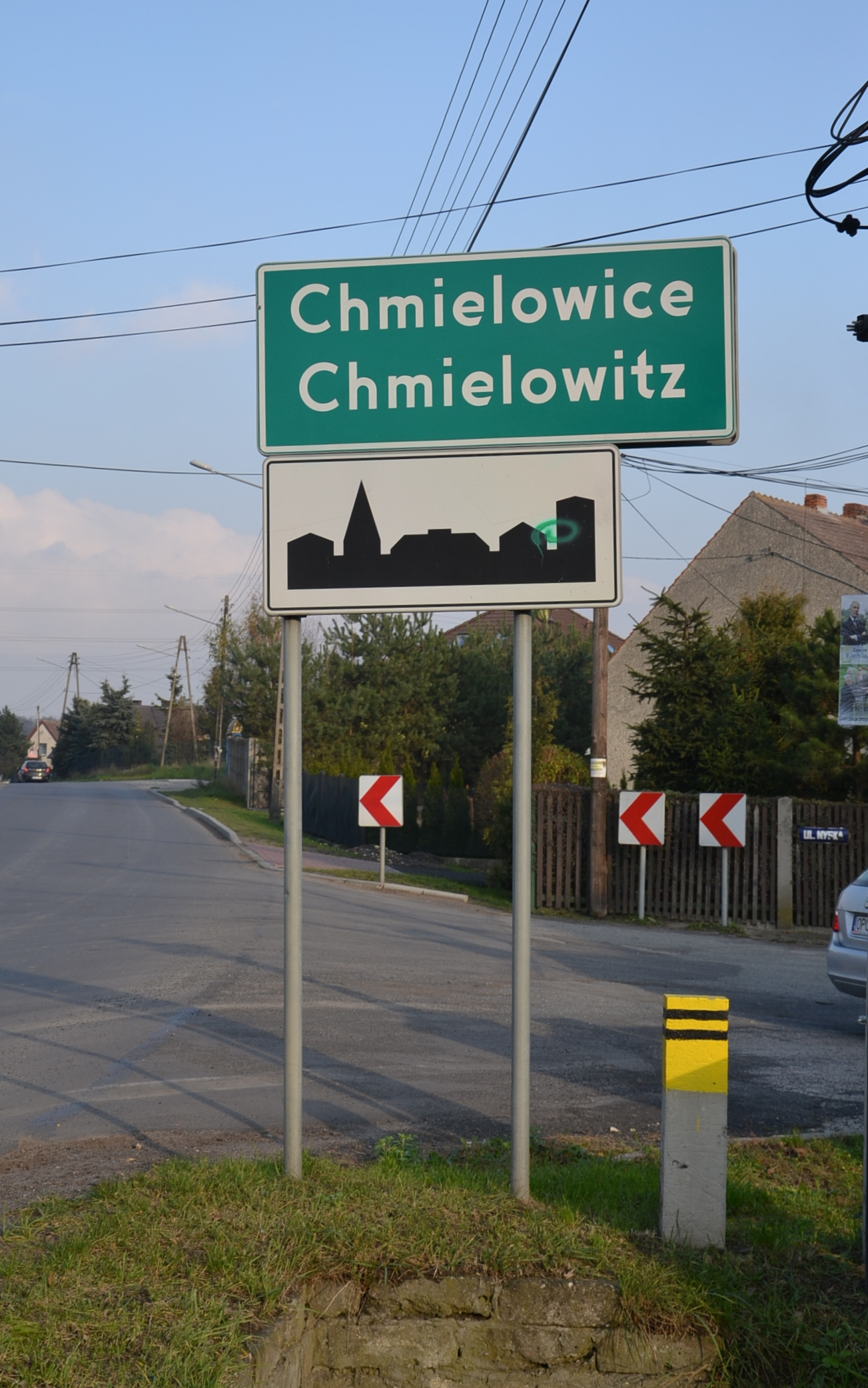
Ortstafel mit fehlerhaftem Ortsnamen

Trotz des sehr langwierigen Prozesses, der Monate und Jahre dauert, kam es immer wieder zu fehlerhaften Eintragungen in das Register, die in dieser fehlerhaften Form sogar auf die Ortstafeln übertragen wurden.
Häufig wurden die für die deutsche Sprache typischen Doppelkonsonanten (Gorek statt Gorrek, Malnie statt Mallnie) oder Bindestriche bei mehrteiligen Namen weggelassen (Ellguth Turawa statt Ellguth-Turawa) oder statt des ß die Buchstaben ss benutzt (Gross und Süss statt Groß und Süß). Der Ort Zwoos wurde als Zwoss eingetragen. Andererseits wurden Formen verwendet, die falsch sind oder die es so historisch nicht gab. Darunter Schiedlisk statt Frei-Pipa.

### Abbau zweisprachiger Tafeln
Als Tafeln erneuert wurden bzw. ersetzt werden mussten, kam es sogar dazu, dass wenig vorausschauend bei den neuen Tafeln die deutschsprachigen Namen einfach weggelassen wurden und erst nach langen Diskussionen wieder angebracht wurden. So zum Beispiel an den Bahnhaltepunkten in der Gemeinde Chronstau.
Als 2017 mehrere Orte aus den Nachbargemeinden nach Oppeln eingemeindet wurden, wurden alle zweisprachigen Ortstafeln abgebaut und durch die Ortstafel der Stadt ersetzt. Obwohl Stadtpräsident Arkadiusz Wiśniewski im Vorfeld zweisprachige Stadtteiltafeln in Aussicht stellte, wurden diese bisher nicht realisiert.

### Willkürliche Restriktionen
Obwohl das Minderheitengesetz ausschließlich Namen verbietet, die während der Zeit des Nationalsozialismus eingeführt wurden, also im Zeitraum von 1933 bis 1945, kam es auch dazu, dass die zuständige Kommission ohne jegliche Grundlage Namen nicht zulassen wollte, die schon vor 1933 eingeführt wurden. Dazu zählen die Ortsnamen Lichtenwalde und Oderwalde. Letzterer wurde erst durch die Intervention der lokalen Politiker eingetragen.

### Verhinderung deutscher Ortsnamen
Zwar wünschten sich auch weitere Orte die Einführung von deutschen Ortsnamen, jedoch blockierten die Ratsmitglieder besonders in Gemeinden mit einer dominierenden polnischen Bevölkerung weitere Prozesse, die für deren Einführung nötig wären. Allen voran die Gemeinden Olesno (Rosenberg) und Ozimek (Malapane). Auch die Gemeinden Strzelce Opolskie (Groß Strehlitz) und Zawadzkie (Zawadzki) wollten lange Zeit keine Bürgerbefragungen zulassen, ließen diese schließlich zu.

## Änderungen
Noch unter der Regierung der PO wurde zunächst an der Novellierung des Minderheitenschutzgesetzes gearbeitet, um das Gesetz nach neun Jahren anzupassen. Nach dem Amtsantritt der Partei PiS im Jahr 2014 wurde der fertige Entwurf der Gesetzesänderung zwar von der Regierung 2015 angenommen, jedoch 2015 mit dem Veto des Präsidenten Andrzej Duda abgelehnt und das Inkrafttreten verhindert.